# Heksenwiel (winkelcentrum)
Heksenwiel is een Nederlands winkelcentrum gelegen tussen de wijken Asterd en Heksenwiel in de Haagse Beemden in Breda Noord-West.
Het winkelcentrum is gebouwd in 1994 en ontworpen door Kokon Architecten.
Bewoners van de omliggende wijken maken vooral gebruik van het winkelcentrum. Er zijn circa vijftig winkels met onder meer twee supermarkten Albert Heijn, Jumbo, Kruidvat, kleding- en schoenenwinkels, fietsenwinkel, bakker, slager, apotheek en een dierenwinkel. Ook de openbare wijkbibliotheek Haagse Beemden is hier gevestigd. Er zijn twee horecagelegenheden, waaronder een Chinees restaurant. Parkeerruimte is er rond het winkelcentrum.  
Op woensdag is er een weekmarkt. Het winkelcentrum kent een lokale functie als locatie voor activiteiten zoals een braderie. Ook tijdens evenementen zoals carnaval, Koningsdag en de intocht van Sinterklaas speelt het een centrale rol. Het belangrijkste sportevenement van de Haagse Beemden, de Haagse Beemden Loop, start en finisht bij het winkelcentrum.
Boven het winkelcentrum bevinden zich woningen. Naast het winkelcentrum is een woon-zorgcomplex (Wozoco) voor ouderen, ontworpen door EGM architecten, en een kinderdagverblijf. Ook is er een monumentale muziektent met waterpartij. In de buurt van het winkelcentrum ligt een sportcomplex met tennisvereniging Heksenwiel en voetbalvereniging Boeimeer.
Het winkelcentrum is bereikbaar per stadslijnen 2 en 4 van Arriva en per auto via de Emerparklaan.

## Galerij

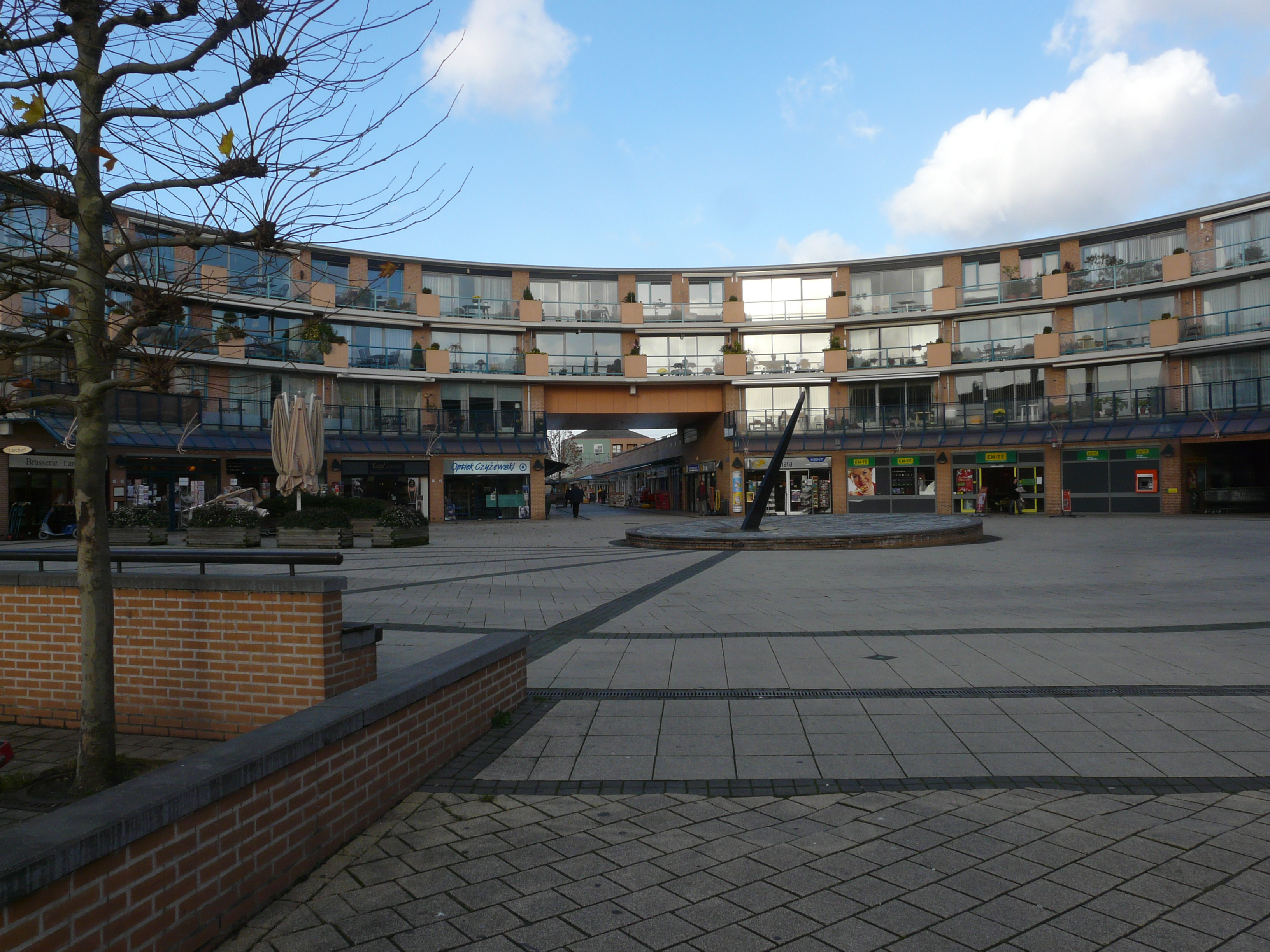
Voorzijde met zicht op de zonnewijzer
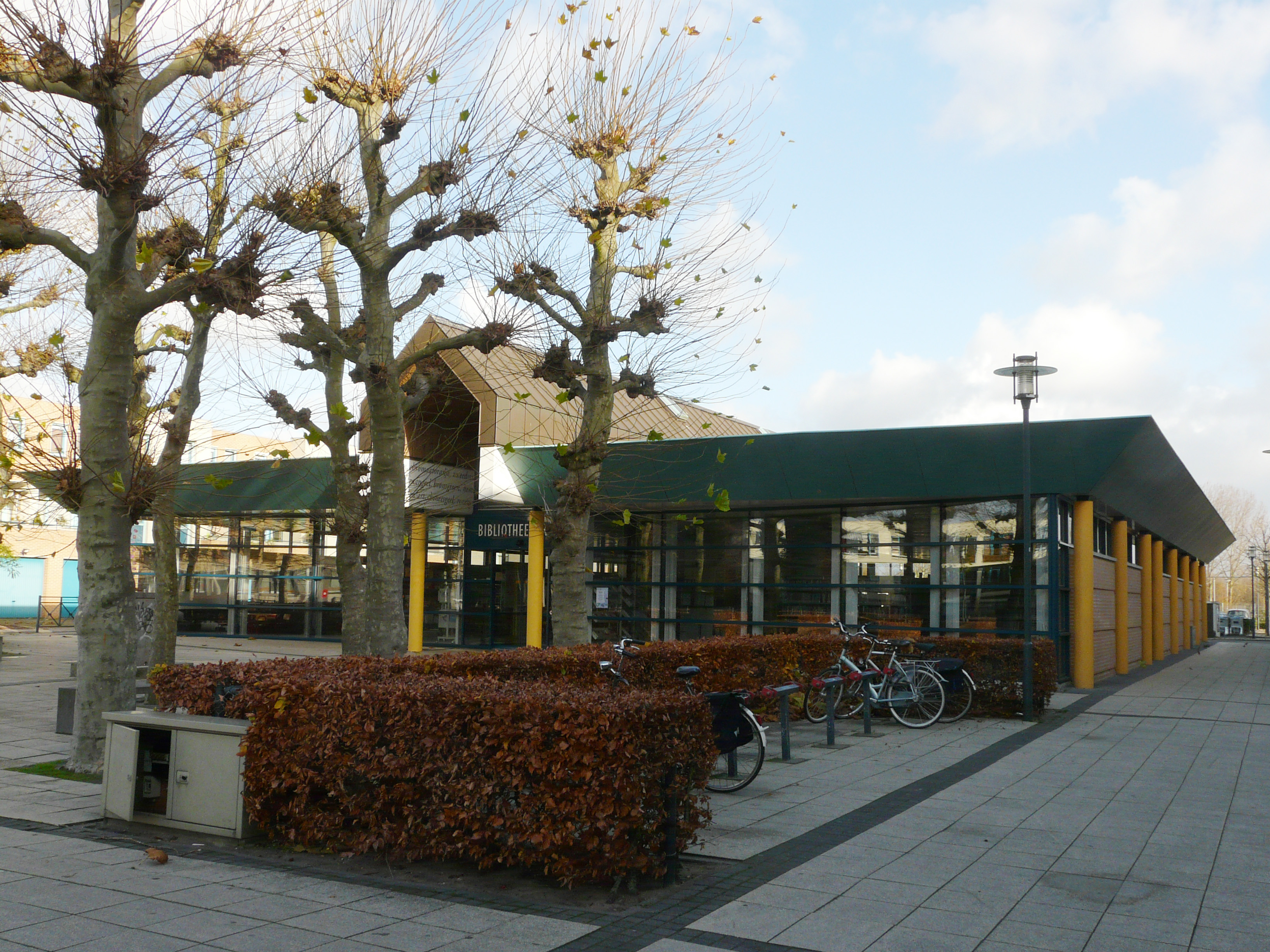
Bibliotheek Haagse Beemden
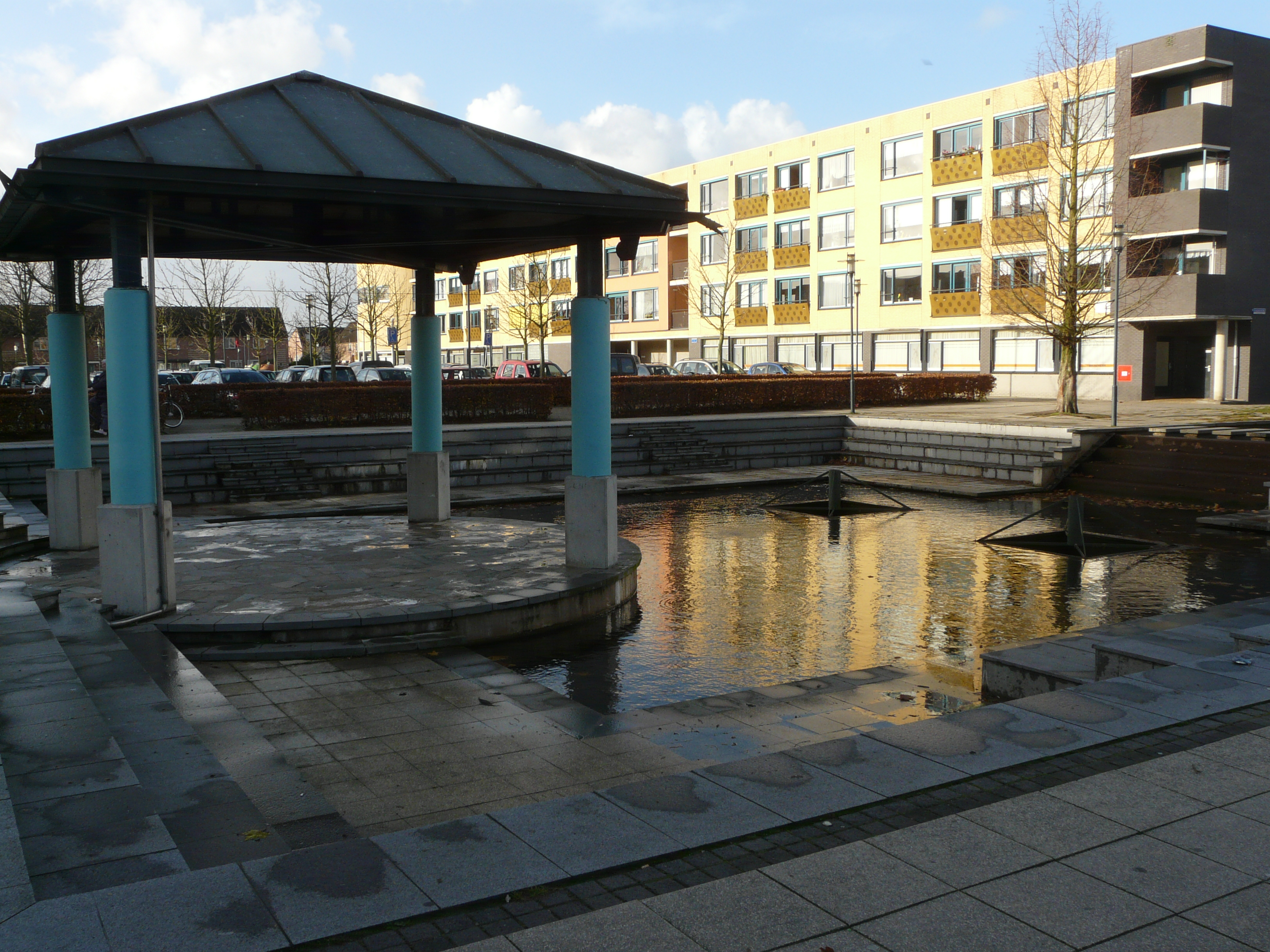
Muziektent
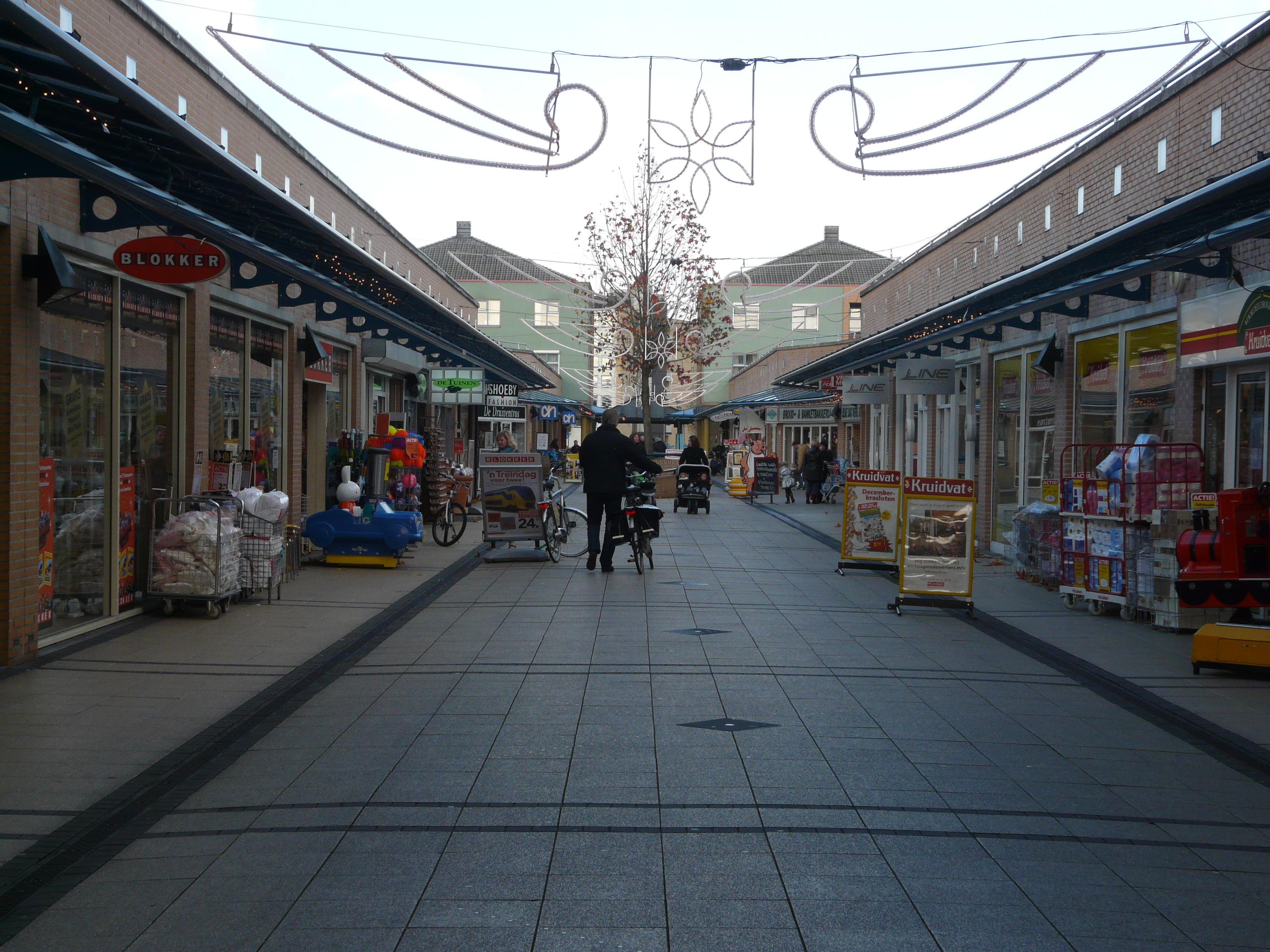
Winkels